# Sukraloza
Sukraloza, E955 – organiczny związek chemiczny, pochodna sacharozy, w której trzy grupy hydroksylowe zostały podstawione atomami chloru. Jest stosowana jako słodzik niedostarczający do organizmu kalorii, gdyż nie jest metabolizowany. Na rynku spożywczym dystrybuowana pod nazwą handlową Splenda, przy czym produkt ten zawiera 1,1% sukralozy oraz maltodekstrynę i glukozę jako wypełniacze.
Sukraloza jest ok. 600 razy słodsza od zwykłego cukru. Jest bardziej uniwersalna w użyciu od innego, powszechnie stosowanego słodzika – aspartamu, gdyż jest trwała w szerszym zakresie temperatury i pH. Dzięki temu można ją stosować również w wyrobach piekarniczych i kwaśnych napojach. Podobną trwałość termiczną i pH wykazują stewiozydy – słodkie związki zawarte w roślinie stewia. Sama sukraloza nie jest szkodliwa, ale rozkłada się na związki, które są szkodliwe dla organizmu ludzkiego: chloroglukozę i chlorofruktozę. Są one toksyczne, ale w większych ilościach niż te, które znaleźć można w produktach spożywczych. Około 20% sukralozy rozkłada się w organizmie, reszta zostaje wydalona w niezmienionej postaci.
W 2008 roku Mohamed B. Abou-Donia i współpracownicy opublikowali wyniki badań słodzika Splenda na szczurach, z których wynikało, że sukraloza nawet w ilościach mniejszych niż ADI wynoszące 5 mg/kg dziennie wykazuje szkodliwe działanie na organizm. Badania te zostały skrytykowane w 2009 roku przez naukowców powiązanych z McNeil Nutritionals, dystrybutorem słodzika, oraz przez panel 9 ekspertów powołanych przez tę firmę. W pracach krytycznych zarzucono istotne braki metodologiczne, niedostateczne udokumentowanie wyciągniętych wniosków oraz ich sprzeczność z innymi badaniami. Obie strony sporu podtrzymały swoje stanowisko w listach do wydawcy czasopisma „Regulatory Toxicology and Pharmacology” opublikowanych w 2012 roku. W kolejnych badaniach na myszach stwierdzono jednak negatywny wpływ długotrwałego, regularnego spożywania sukralozy na mikrobiom przewodu pokarmowego.
Sukraloza została dopuszczona do użycia po raz pierwszy w Kanadzie w 1991 roku. Kolejnym krajami, które dopuściły ją do użycia były: Australia (1993), Nowa Zelandia (1996), USA (1998), Wielka Brytania (2003) i cała Unia Europejska (2004). Do 2005 roku sukraloza została dopuszczona do użycia w ponad 40 krajach na świecie. Oznaczana na produktach spożywczych kodem E955. Zalecane spożycie dzienne zostało ustalone na 5 (FDA) lub 9 mg/kg masy ciała (Health Canada) – stan na rok 2020.
Sukraloza została po raz pierwszy otrzymana w 1976 roku przez Shashikant Phadisa, chemika pracującego w Queen Elizabeth College w Londynie, w ramach grantu realizowanego dla firmy Tate & Lyle, podczas przeprowadzania reakcji sacharozy z odczynnikiem chlorującym.